# Melmore (Ohio)
Melmore é um lugar designado pelo censo localizado no condado de Seneca no estado estadounidense de Ohio. No Censo de 2010 tinha uma população de 153 habitantes e uma densidade populacional de 99,62 pessoas por km².

## Geografia
Melmore encontra-se localizado nas coordenadas 41° 01′ 34″ N, 83° 06′ 18″ O. Segundo o Departamento do Censo dos Estados Unidos, Melmore tem uma superfície total de 1.54 km², da qual 1.54 km² correspondem a terra firme e (0%) 0 km² é água.

## Demografia
Segundo o censo de 2010, tinha 153 pessoas residindo em Melmore. A densidade populacional era de 99,62 hab./km². Dos 153 habitantes, Melmore estava composto pelo 96.73% brancos, o 0% eram afroamericanos, o 0% eram amerindios, o 1.31% eram asiáticos, o 0% eram insulares do Pacífico, o 0.65% eram de outras raças e o 1.31% pertenciam a duas ou mais raças. Do total da população o 1.31% eram hispanos ou latinos de qualquer raça.